# محمد بوستة
محمد بوستة ويلقب بالحكيم الصامت ولد في عام 1925 في مراكش وتوفي في 17 فبراير 2017 في الرباط، وهو رجل سياسي ومحامي مغربي. وهو واحد من المؤسسين لحزب الاستقلال وأمينه العام من 1974 إلى 1998.

## السيرة الذاتية
درس بوستة في جامعة السوربون بفرنسا وتخصص في القانون والفلسفة حيث أرسل من أقرانه في حزب الاستقلال لتحسين معارفه القانونية. ثم عاد إلى المغرب مع تدريب المحامين أثناء انفصالية حزب الاستقلال حيث فتح مكتب محاماة في الدار البيضاء سنة 1950، وتخرج من مكتبه هذا عديد من المحامين المشهورين كعباس الفاسي.

### مناصب
شغل عدة مناصب منها:

#### في عهد الملك محمد الخامس
عين بتاريخ 12 مايو 1958 كاتبا للدولة في الشؤون الخارجية في حكومة بلافريج.
ثم وزير الوظيفة العمومية والإصلاح الإداري في مجلس محمد الخامس في 27 مايو 1960 إلى 16 مايو 1961.

#### في عهد الملك الحسن الثاني
وعين في نفس المنصب من طرف الملك الحسن الثاني في 26 فبراير 1961 إلى 2 يونيو 1961 في مجلس الحسن الثاني.
عين وزيرا للعدل في حكومة الحسن الثاني الثانية ما بين 2 يونيو 1961 و5 يناير 1963 حسب الظهير رقم 1.61.166.
في 10 أكتوبر 1977 إلى 27 مارس 1979، وفي حكومة عصمان الثانية، شغل منصب وزير الدولة للشؤون الخارجية والتعاون، وجدد في نفس المنصب في حكومتي بوعبيد الأولى وبوعبيد الثانية بين عامي 1979 و1983. وتحت حكومة المغرب الثالثة (بين 1983 و1985)، أصبح وزير للدولة.

#### في عهد الملك محمد السادس
عينه الملك محمد السادس عام 2000 رئيسا للجنة الملكية لإصلاح مدونة الأسرة.

## على المستوى الحزبي
في عام 1974، وفي أعقاب وفاة علال الفاسي، أصبح الأمين العام لحزب الاستقلال، و هو منصب تقلده حتى استقالته في عام 1998، ليخلفه عباس الفاسي،

## أنشطته
دعا في 11 يناير 2004 الشباب المغربي لاستلهام روح وثيقة المطالبة بالاستقلال لاستكمال تحرير باقي الأجزاء من التراب المغربي، ودعا كذلك لوقف مسلسل المفاوضات مع جبهة البوليساريو بخصوص نزاع الصحراء المغربية، وطالب بتنزيل المشروع القاضي بتطبيق الحكم الذاتي في الصحراء.
أجرى حوارات مع العربي المساري ثم بعد ذلك مع محمد الضو السراج بثتها القناة الأولى ضمن برنامج “الشاهد”.

## التكريمات
في 2003 حصل محمد بوستة على وسام العرش الذي منحه إياه الملك محمد السادس.
في 16 فبراير 2012، تم تكريمه من قبل سفير الدولة الفلسطينية في المغرب، بمنحه وسام نجمة القدس في احتفال بسفارة فلسطين في الرباط.
أطلق الملك محمد السادس في 31 يوليو 2017 اسم فوج “المرحوم محمد بوستة” على فوج الضباط المتخرجين

## وفاته
توفي في 17 فبراير 2017 بالرباط،

## إصدارات
في 2021 أصدرت دار النشر “المركز الثقافي للكتاب” مذكراته تحت عنوان “امحمد بوستة، الوطن أولا. مذكرات في السياسة والحياة”، لمحمد الضو السراج وتقديم العربي المساري.